# Proclama Alexander

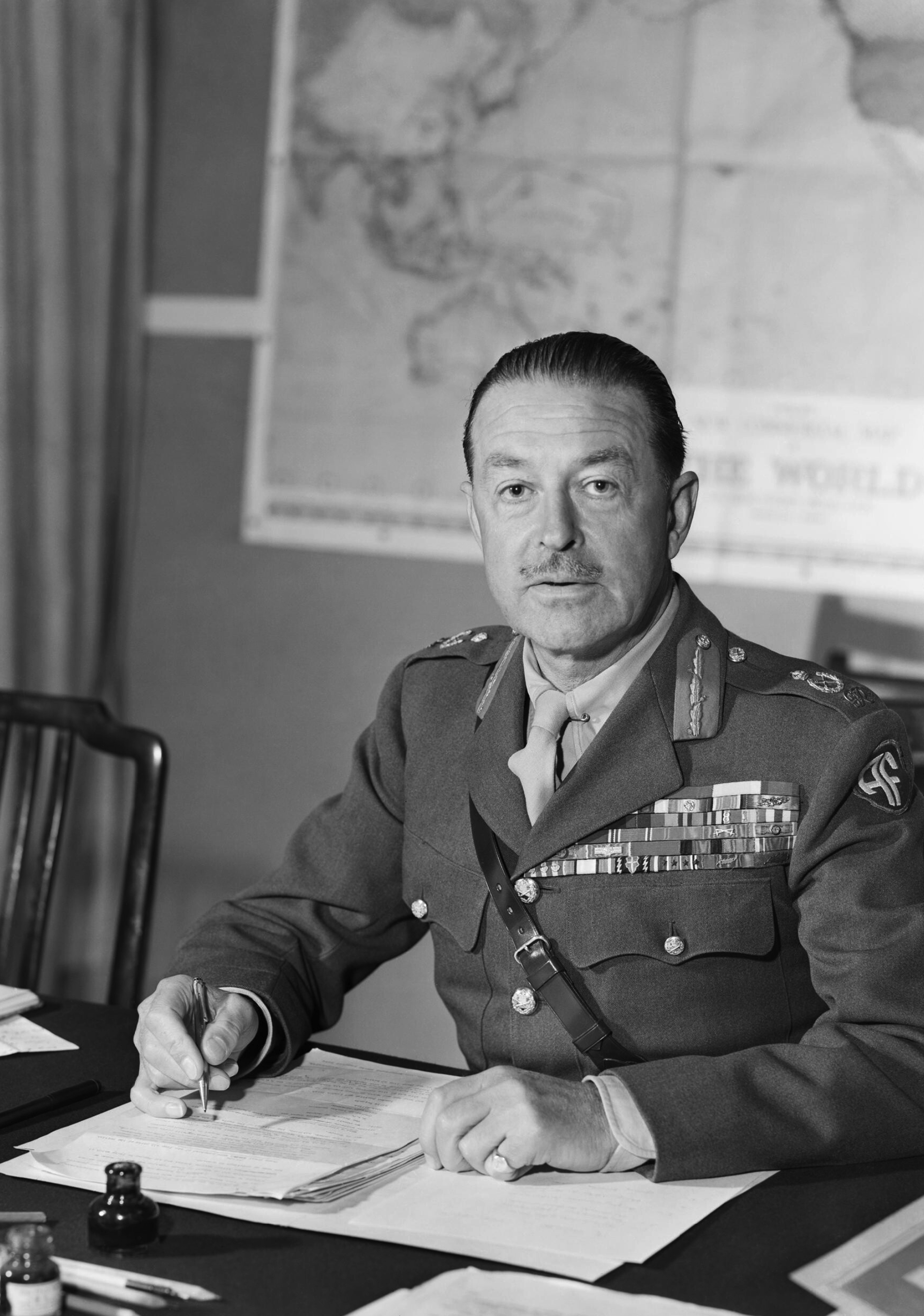
Il feldmaresciallo Alexander

Il proclama Alexander fu un annuncio pronunciato via radio dal comandante in capo delle forze alleate nel Mediterraneo feldmaresciallo inglese Harold Alexander il 13 novembre 1944.
Questo proclama rivolto agli aderenti alla Resistenza italiana nell'Italia settentrionale richiedeva la cessazione di ogni operazione organizzata su vasta scala per attestarsi su posizioni difensive e, allo stesso tempo, dichiarava sospesa ogni operazione militare Alleata per l'inverno 1944-1945.

## Premesse
Dopo la liberazione di Roma da parte degli Alleati nel giugno 1944, le forze anglo-statunitensi continuarono la loro marcia verso il nord Italia arrivando ad agosto dinanzi alla Linea Gotica, una linea difensiva che si estendeva dalla provincia di Apuania (le attuali Massa e Carrara), fino alla costa adriatica di Pesaro, organizzata dal feldmaresciallo tedesco Albert Kesselring per contrastare l'avanzata nemica. 

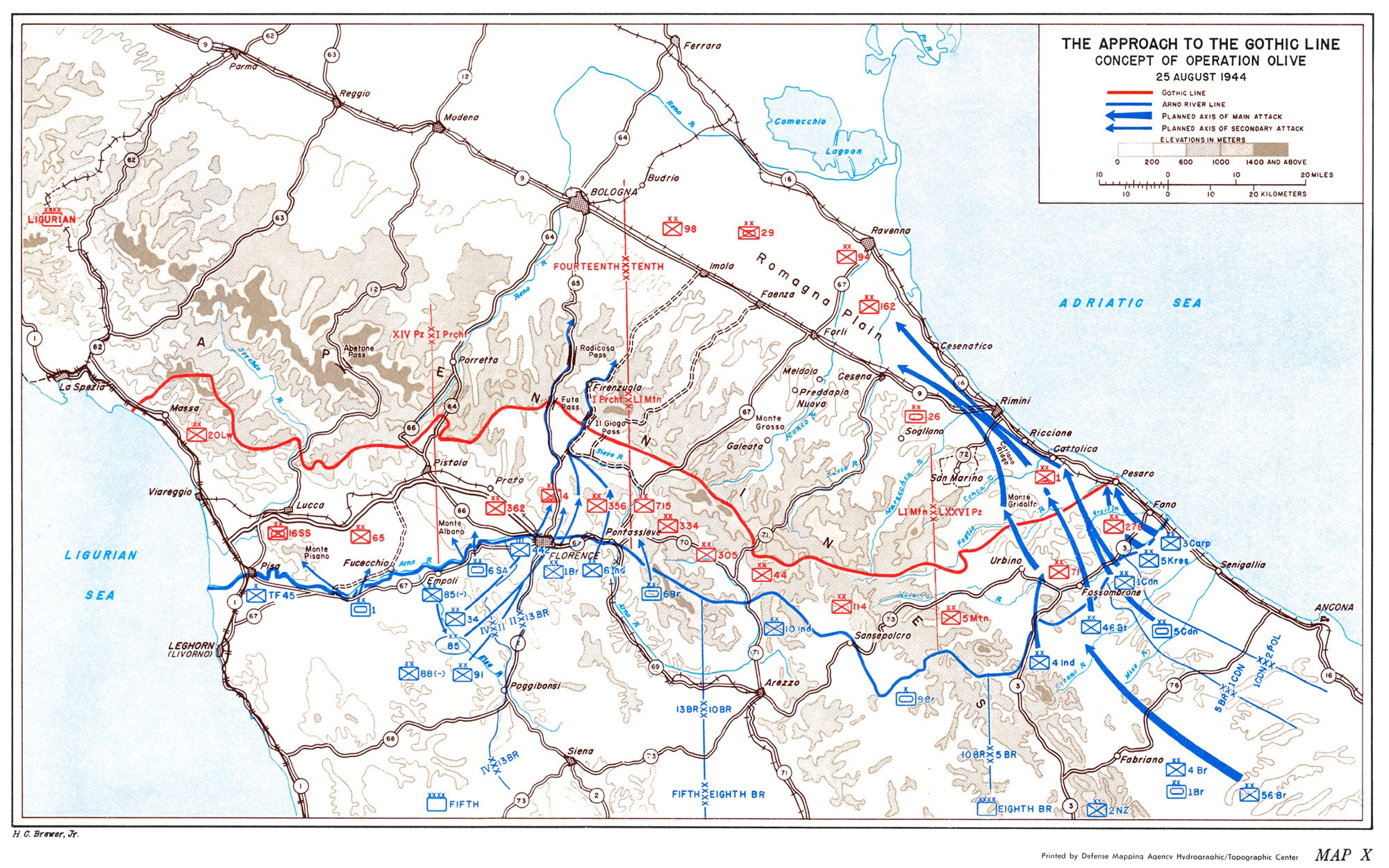
La Linea Gotica nell'agosto 1944. In blu le manovre alleate che porteranno alla liberazione di Forlì, il 9 novembre 1944. A ciò fa seguito il proclama Alexander.

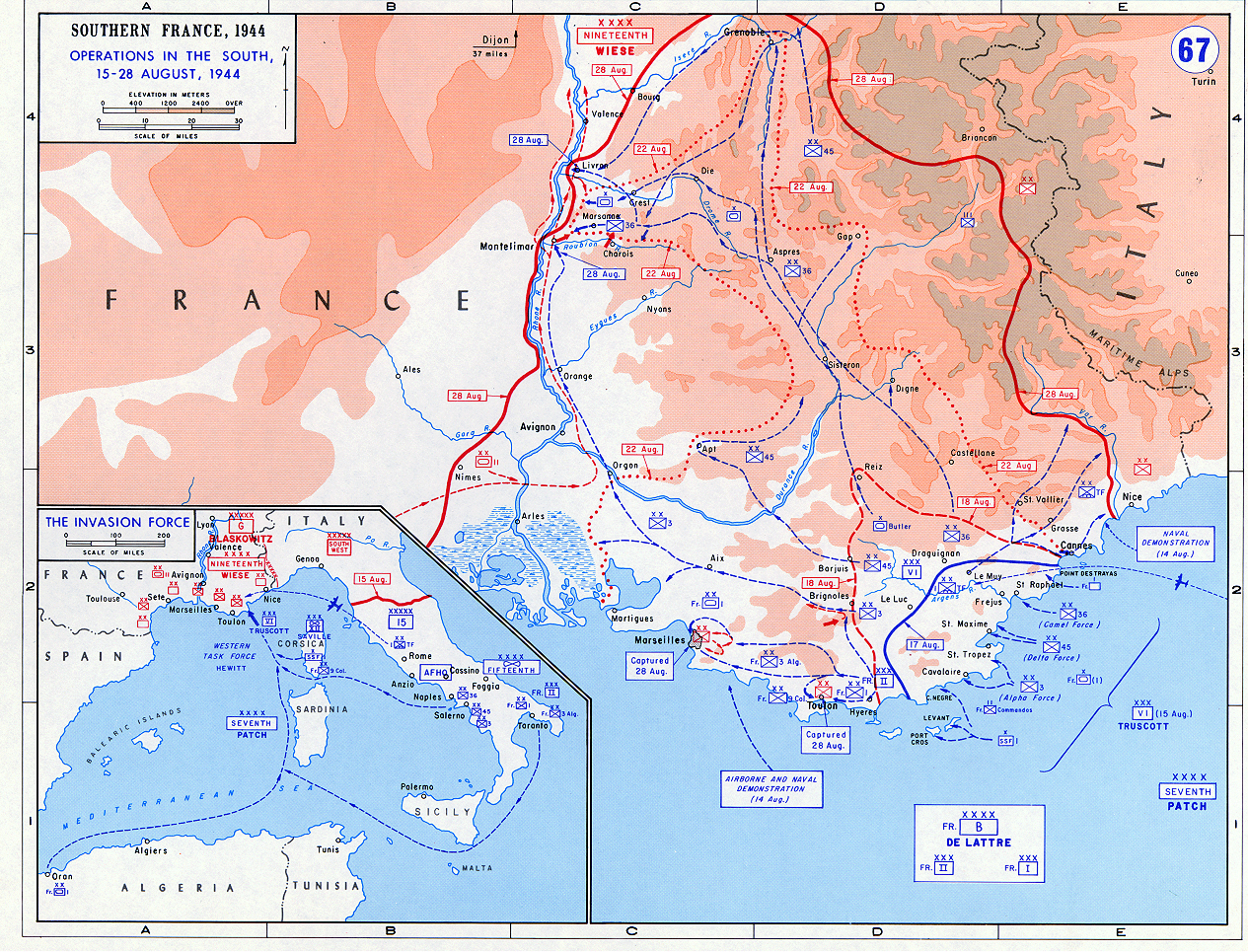
Lo sbarco Alleato nel sud della Francia.

Il 18 maggio 1944, Cassino era caduta nelle mani degli alleati; il 4 giugno Roma era liberata; il 12 agosto, fu la volta di Firenze; così nel settembre 1944, subito dopo la liberazione del capoluogo toscano per mano di formazioni partigiane e i primi assalti Alleati alla Linea in agosto, i comandi anglo-americani decisero di utilizzare i reparti organici di partigiani prima nel Casentino e in Versilia, e successivamente nelle Alpi Apuane e in Garfagnana.
Parallelamente, cercando di sfruttare i successi e la spinta dell'esercito alleato in quell'estate, a fine settembre il Comando unico militare Emilia-Romagna (C.U.M.E.R.) emana a tutte le unità partigiane della zona l'ordinanza di preparare e convogliare verso Bologna e Modena tutti i partigiani, in previsione di un'insurrezione generale, coincidente con la prevista avanzata alleata.
Il piano insurrezionale sarebbe dovuto scattare in concomitanza con l'avvicinarsi delle truppe alleate alle città dell'Emilia-Romagna.
Ebbe così inizio la manovra a tenaglia voluta dal generale Alexander, le divisioni alleate furono quindi incaricate di portare una serie di attacchi simultanei su tutto il fronte, in modo tale da sfondare il settore centrale e dirigersi verso Bologna, attraverso l'Appennino forlivese, le Alpi Apuane e la Garfagnana.
Gli inglesi dell'8ª Armata, avrebbero risalito la costa adriatica, e una volta giunti a Rimini avrebbero dovuto proseguire verso Ravenna e verso Forlì. Mentre dalla costa tirrenica gli americani della 5ª Armata avrebbero dovuto puntare da Firenze verso Bologna e Imola.
Sia pure con fatica, gli americani superarono il crinale appenninico, dopo avere sfondato la Linea Gotica, ma ai primi di ottobre si fermarono a poco meno di una ventina di chilometri da Bologna. Nello stesso tempo gli inglesi rallentarono la marcia verso Ravenna e Forlì.
Questo rallentamento nelle operazioni era però da ricercare in altri avvenimenti accaduti durante l'estate 1944. Il 6 giugno lo sbarco in Normandia e l'apertura di un fronte ritenuto fondamentale per il futuro assetto dell'Europa avevano cambiato le carte in tavola. Gli americani al contrario degli inglesi, ritenevano il fronte italiano solo un diversivo per mezzo del quale occupare più truppe tedesche possibile, sottraendole ai fronti più importanti. A questo si aggiunse anche una crescente diffidenza americana nei confronti dei partigiani tra i quali si temeva la predominanza comunista, e gli avvenimenti in Grecia, dove nell'ottobre '44 gli inglesi erano sbarcati ed erano stati coinvolti in una guerra civile tra il governo monarchico di Papandreu e i partigiani dell'ELAS.
Quando il 15 agosto scattò l'operazione Dragoon, ossia lo sbarco Alleato nel sud della Francia, sette divisioni vennero spostate dall'Italia, e il fronte italiano si trovò in un certo senso ad essere "declassato" ad un secondo piano. Harold Alexander vide così sfumare la possibilità di chiudere rapidamente il fronte italiano con un rapido sfondamento della Gotica, che avrebbe permesso alle forze alleate di raggiungere Vienna prima dell'Armata Rossa. 
Nel febbraio '45 altre tre divisioni vennero spostate in Europa occidentale. Non solo, ma aiuti che erano stati pensati per i partigiani nelle zone libere furono dirottati ai maquis in Francia e, dopo la liberazione di quel paese, alla resistenza jugoslava; e infine a Varsavia, quando la città insorse (1º agosto 1944).
Va infine detto che, il 9 novembre 1944 dopo una accanita battaglia, venne liberata la città di Forlì, obiettivo di enorme valore simbolico, in quanto "città del Duce", tanto che Hitler aveva ordinato di non cederla facilmente, mentre Churchill desiderava che fossero i Britannici e non i partigiani o gli alleati polacchi ad entrarvi per primi. Tale conquista poteva dunque essere considerata un degno epilogo per l'offensiva del 1944. Infatti, il proclama stesso vi fa cenno con l'espressione "sfondamento della linea Gotica".
L'insieme di questi avvenimenti portò all'arresto dell'offensiva alleata lungo la Gotica fino alla pianura romagnola: una volta deciso di tagliare i rifornimenti alla resistenza italiana, bisognava comunicarlo ai partigiani: in questo contesto il feldmaresciallo Alexander pronunciò il famoso discorso.

## Il proclama
Nel tardo pomeriggio del 13 novembre 1944, dall'emittente "Italia combatte" (la stazione radio attraverso la quale il comando anglo-americano manteneva i contatti con le formazioni del CLN), fu comunicato il seguente proclama, a nome del Comandante supremo dell'esercito alleato in Italia:
In considerazione di quanto sopra esposto, il generale Alexander ordina le istruzioni ai patrioti come segue:

1. cessare le operazioni organizzate su larga scala;

2. conservare le munizioni ed i materiali e tenersi pronti a nuovi ordini;

3. attendere nuove istruzioni che verranno date a mezzo radio “Italia Combatte”  o con mezzi speciali o con manifestini. Sarà cosa saggia non esporsi in azioni arrischiate; la parola d’ordine è: stare in guardia, stare in difesa;

4. approfittare però ugualmente delle occasioni favorevoli per attaccare i tedeschi e i fascisti;

5. continuare nella raccolta delle notizie di carattere militare concernenti il nemico; studiarne le intenzioni, gli spostamenti, e comunicare tutto a chi di dovere;

6. le predette disposizioni possono venire annullate da ordini di azioni particolari;

7. poiché nuovi fattori potrebbero intervenire a mutare il corso della campagna invernale (spontanea ritirata tedesca per influenza di altri fronti), i patrioti siano preparati e pronti per la prossima avanzata;

8. il generale Alexander prega i capi delle formazioni di portare ai propri uomini le sue congratulazioni e l’espressione della sua profonda stima per la collaborazione offerta alle truppe da lui comandate durante la scorsa campagna estiva.»

## Le reazioni
Contro le stesse intenzioni di Alexander, il messaggio fu interpretato come un invito a desistere. In ogni caso il comando del Corpo volontari della libertà evitò lo smantellamento inopinato del movimento partigiano che anzi, continuò, salvandosi dall'azione di violenta repressione che i tedeschi intensificarono parallelamente al periodo di inattività anglo-americane. 
Il CVL invitò tutti i comandi regionali a interpretare il proclama Alexander nel senso dell'apertura della campagna invernale, non smobilitare ma passare ad una nuova strategia in considerazione delle mutate condizioni belliche e climatiche.
Il proclama diramato in uno dei momenti più cruciali della guerra di liberazione fu giudicato, dalla maggior parte delle forze della Resistenza, un duro colpo politico, organizzativo e militare diffuso senza valutarne l'impatto psicologico, che sarebbe stato molto forte.
Il punto di vista americano prevalse e quello italiano divenne un "fronte dimenticato". I dirigenti della Resistenza appresero questa decisione dalla radio, così come l'appresero i nazifascisti la cui reazione non si fece attendere.
I tedeschi ora sapevano che avevano molti mesi di stasi, durante i quali avrebbero potuto rivolgere tutte le energie contro l'esercito partigiano intensificando le azioni di rastrellamento per garantirsi il controllo su tutto il territorio del nord.
Battuti sulle montagne e sulle colline, anche a causa della superiorità di mezzi della Wehrmacht, i partigiani riuscirono tuttavia a superare il periodo repressivo disperdendosi nella pianura Padana a ridosso dei centri urbani.
I mesi di novembre e dicembre furono molto drammatici per la Resistenza a Bologna in Emilia, mentre Forlì, dopo le devastazioni dei bombardamenti americani, era fatta oggetto di bombardamenti tedeschi.
Comunque, il dispositivo insurrezionale non fu distrutto, ma molto indebolito dalle decisioni alleate, causando un rallentamento nelle operazioni nella penisola e il protrarsi del conflitto in Italia.